# باتريك ماتشادو فيريرا
باتريك ماتشادو فيريرا (23 نوفمبر 1998 ببورتو أليغري في البرازيل - ) هو لاعب كرة قدم برازيلي في مركز الوسط. لعب مع غريميو بورتو أليغرينزي.

## وصلات خارجية
- باتريك ماتشادو فيريرا على موقع قاعدة بيانات كرة القدم.إي يو (الإنجليزية)
- باتريك ماتشادو فيريرا على موقع Soccerway.com (الإنجليزية)